# José Manuel del Val Blanco
José Manuel del Val Blanco (8 de abril de 1949-30 de agosto de 2023) fue un etnólogo, autor e investigador mexicano. 
Desde 2014, funge como director del Programa Universitario México Nación Multicultural de la Universidad Nacional Autónoma de México. También es investigador del Centro de Investigaciones Interdisciplinarias en Ciencias y Humanidades. Desde 1985, su principal línea de investigación es la temática indígena

## Biografía
José del Val es licenciado en etnología por la Escuela Nacional de Antropología e Historia. De 1985 a  1989, trabajó como director del Museo Nacional de las Culturas INAH-SEP. De 1988 a 1992, fue director de Investigación y Promoción Cultural del Instituto Nacional Indigenista y de 1992 a 1993 ejerció como director de Promoción Cultural del Consejo Nacional para la Cultura y las Artes (1992 -1993). 
En octubre de 1993 fue nombrado director del Instituto Indigenista Interamericano-OEA, puesto que ocupó hasta enero de 1995. Fue secretario técnico de la Comisión Nacional para el Desarrollo Integral y Justicia de los Pueblos Indígenas en enero de 1994.
En enero de 2005 fue nombrado director del Programa Universitario México, Nación Multicultural de la UNAM, que en 2014 pasaría a ser el Programa Universitario de Estudios de la Diversidad Cultural y la Interculturaldiad de la UNAM a partir del 18 de marzo de 2014.
En enero de 2002, del Val fundó la organización no gubernamental “Pesquisas y Proyectos Necesarios A.C.”, de la que es presidente desde entonces. Esta organización trabajó en conjunto con la Universidad Nacional Autónoma de México en el proyecto México Docente, México Nación Multicultural", donde buscaban promover la discusión de temas transversales como son los pueblos y sus culturas.

## Publicaciones
José del Val ha publicado diversos artículos en revistas arbitradas tanto de México como del extranjero. Entre sus publicaciones, destacan Carlos Montemayor. Las lenguas de América (2010), The University Program “Mexico a multicultural nation” (2010), Una década adversa, Una nueva política social para los pueblos indígenas (2012), En un modelo extremo de desigualdad social (2014), Desigualdad social y pueblos indígenas (2015), La familia en la sociedad contemporánea (2017).
Él también ha colaborado en revistas, libros y publicaciones a través de prólogos e introducciones publicados en Crisol Mágico del Sur; en Diálogos Post 2015 sobre Cultura y Desarrollo, UNESCO México. También ha escrito la introducción en los libros: “Educación Superior y Pueblos Indígenas en América Latina”, Universidad Nacional de Tres de Febrero, Argentina, PUIC-UNAM; “Recuperar la Dignidad. Historia de la unión de pueblos y organizaciones del estado de Guerrero, movimiento por el desarrollo y la paz social, UNAM.
Fue editorialista en el periódico Milenio, suplemento Mundo Indígena, de 2008 a 2010.